# Kamion (gromada w powiecie sochaczewskim)
Kamion – dawna gromada, czyli najmniejsza jednostka podziału terytorialnego Polskiej Rzeczypospolitej Ludowej w latach 1954–1972.
Gromady, z gromadzkimi radami narodowymi (GRN) jako organami władzy najniższego stopnia na wsi, funkcjonowały od reformy reorganizującej administrację wiejską przeprowadzonej jesienią 1954 do momentu ich zniesienia z dniem 1 stycznia 1973, tym samym wypierając organizację gminną w latach 1954–1972.
Gromadę Kamion z siedzibą GRN w Kamionie utworzono – jako jedną z 8759 gromad na obszarze Polski – w powiecie sochaczewskim w woj. warszawskim, na mocy uchwały nr VI/10/4/54 WRN w Warszawie z dnia 5 października 1954. W skład jednostki weszły obszary dotychczasowych gromad Bieliny i Januszew ze zniesionej gminy Iłów oraz obszary dotychczasowych gromad Kamion, Młodzieszynek, Olszynki i Witkowice ze zniesionej gminy Młodzieszyn w tymże powiecie. Dla gromady ustalono 18 członków gromadzkiej rady narodowej.
31 grudnia 1959 do gromady Kamion przyłączono wieś Nowa Wieś ze znoszonej gromady Budy Iłowskie w tymże powiecie.
Gromada przetrwała do końca 1972 roku, czyli do kolejnej reformy gminnej.